# Ulica Miodowa w Warszawie

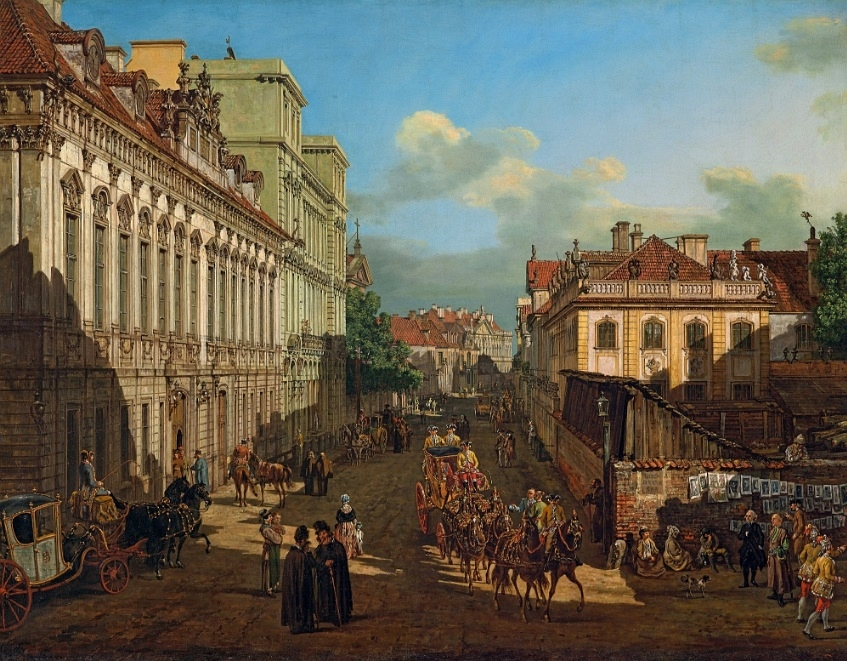
Ulica Miodowa na obrazie Canaletta

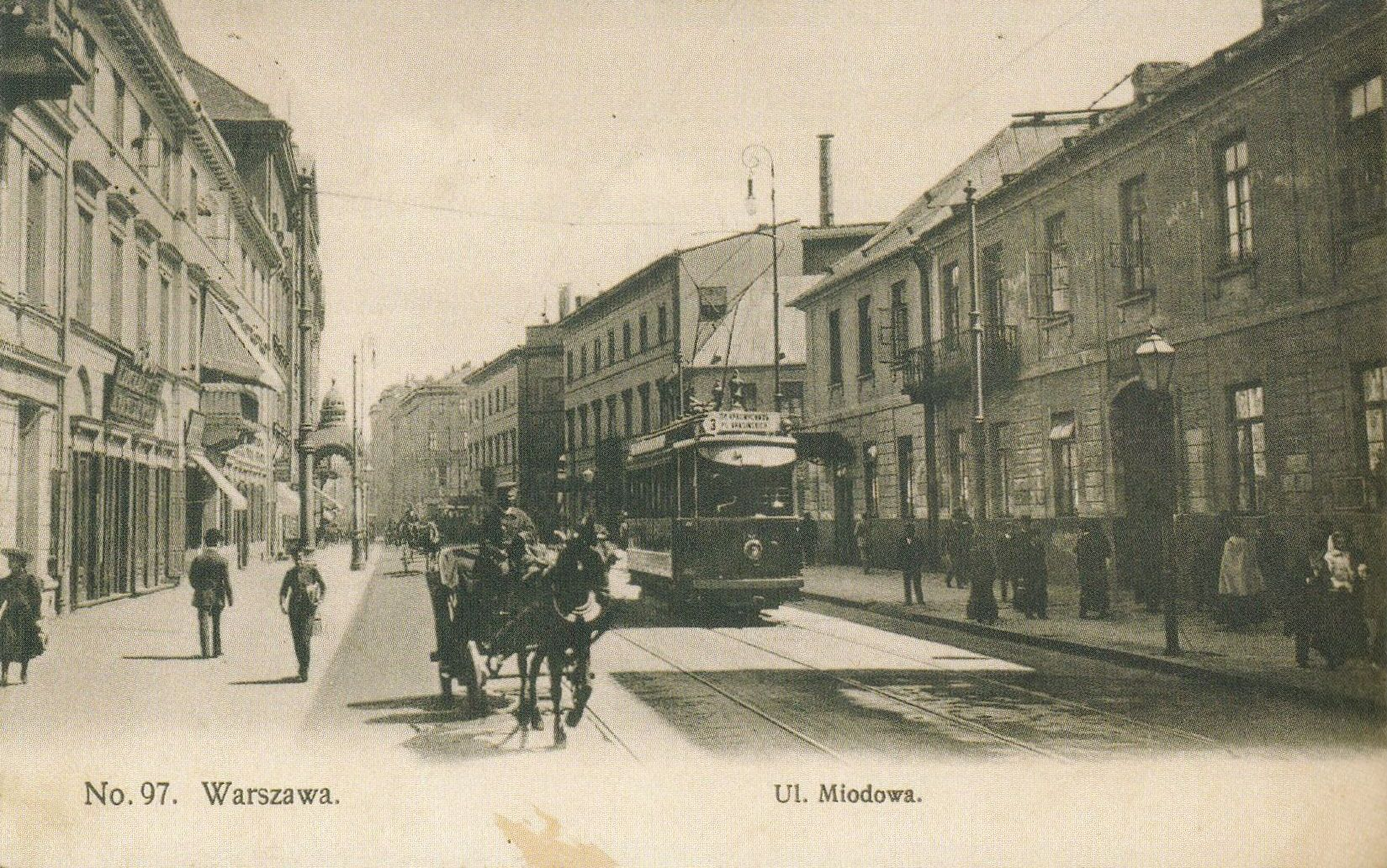
Ulica Miodowa w 1908

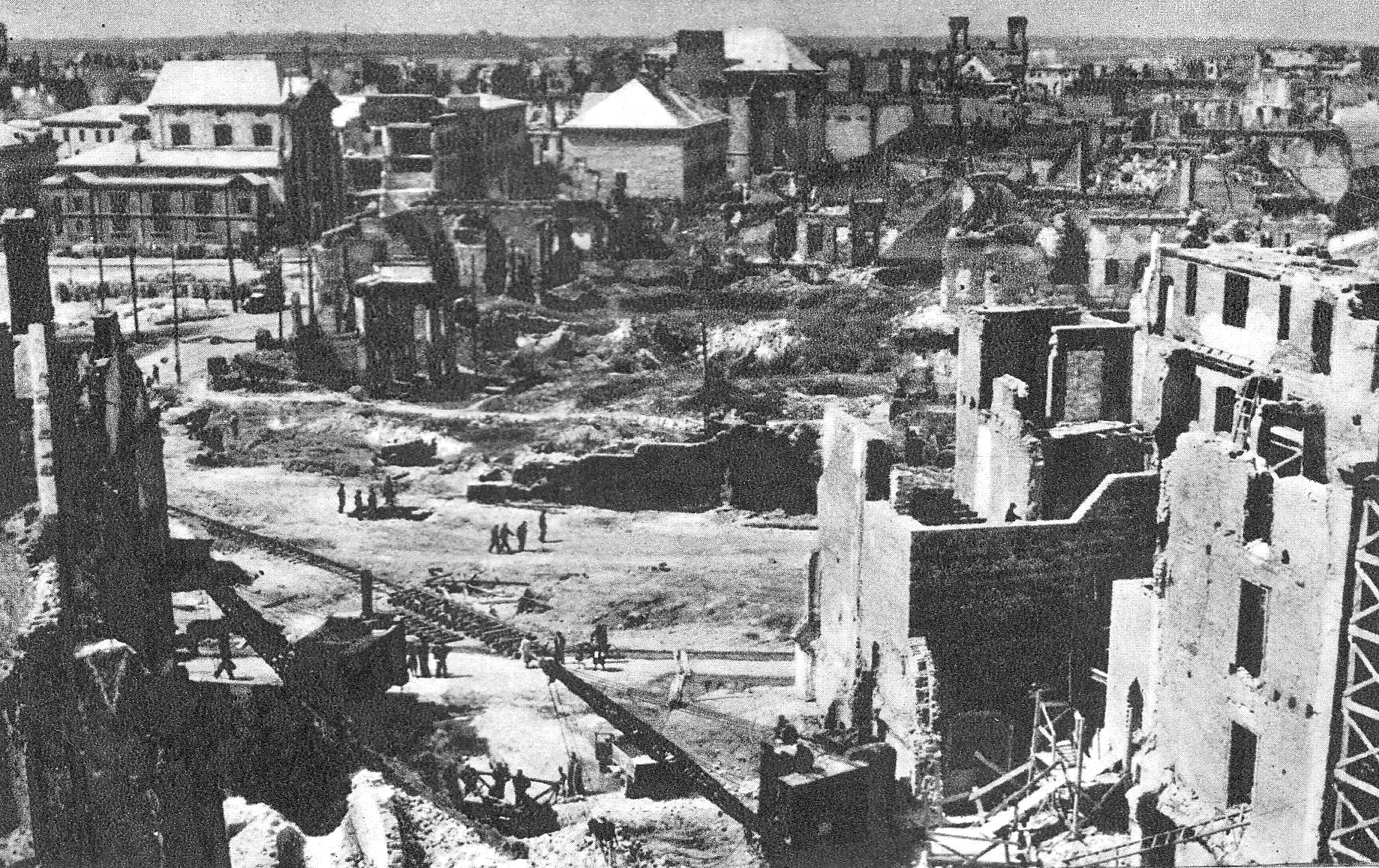
Zniszczona zabudowa parzystej strony ulicy po II wojnie światowej, po lewej widoczny kościół kapucynów

Ulica Miodowa – ulica w śródmieściu Warszawy.

## Historia
Początki ulicy Miodowej, jako drogi łączącej dwa ważne szlaki – ulicę Senatorską i ulicę Długą sięgają XV wieku. Pierwotnie nosiła nazwę Przecznej.
W XVI wieku osiedlili się tutaj piekarze z Torunia, do czego nawiązuje obecna nazwa ulicy. Nazywana była także ulicą Miodowniczą, a w czasach Księstwa Warszawskiego – ulicą Napoleona. Ukształtowała się ostatecznie w XVII wieku jako ulica pałaców arystokracji. 
3 listopada 1771 na ulicy Miodowej w pobliżu ulicy Koziej miało miejsce porwanie króla Stanisława Augusta Poniatowskiego przez grupę konfederatów barskich.
W 1829 na ulicy po raz pierwszy zastosowano asfalt. Ułożył go na chodnikach na swój koszt Edward Klopmann. Była to jednak próba nieudana.
Pierwotnie Miodowa nie łączyła się z Krakowskim Przedmieściem. Połączenie tych dwóch ulic (otwarcie dla ruchu kołowego) nastąpiło w 1888, po wyburzeniu w latach 1886–1887 czterech budynków (w tym Dworu pod Gwiazdą). Nowy odcinek ulicy został nazwany ul. Nowo-Miodową. Do przebicia ulicy obowiązek przepuszczania przechodniów z Krakowskiego Przedmieścia na ul. Miodową lub odwrotnie ciążył na właścicielach nieruchomości na której znajdowały się pałac Małachowskich i kamienica Roeslera i Hurtiga.
W 1908 roku ulicą po raz pierwszy pojechały tramwaje elektryczne.
15 sierpnia 1944, w czasie powstania warszawskiego, został zestrzelony przez Niemców i spadł na ulicę na wysokości domu nr 22 realizujący zrzuty z pomocą dla powstańców samolot Liberator KG-836 należący do 31. Dywizjonu South African Air Force. Wszyscy kanadyjscy członkowie załogi zginęli. To wydarzenie upamiętnia odsłonięta w 1994 na fasadzie budynku tablica pamiątkowa.
Pod fragmentem południowego odcinka ulicy przeprowadzono tunel Trasy W-Z.
W 1965 ulica Miodowa jako założenie urbanistyczne została w całości wpisana do rejestru zabytków.
W 2018 ulica została przebudowana, m.in. na chodnikach ułożono płyty granitowe, zastąpiono nawierzchnię asfaltową jezdni bloczkami granitowymi i wymieniono latarnie na repliki warszawskich „pastorałów”z 1904.

## Ważniejsze obiekty
- Kamienica Roeslera i Hurtiga (ul. Krakowskie Przedmieście 79)
- Pałac Małachowskich (ul. Senatorska 11)
- Pałac Prymasowski (nr 13/15)
- Pałac Biskupów Krakowskich (nr 5)
- Pałac Branickich (nr 6)
- Pałac Szaniawskich (nr 8)
- Pałac Młodziejowskiego (nr 10)
- Kościół Przemienienia Pańskiego i klasztor oo. kapucynów (nr 13)
- Pałac Chodkiewiczów (nr 14)
- Pałac Paca-Radziwiłłów (nr 15)
- Cerkiew Zaśnięcia NMP i klasztor oo. bazylianów (nr 16)
- Pałac Borchów (Dom Arcybiskupów Warszawskich) (nr 17/19)
- Budynek Centrum Luterańskiego (nr 21)
- Akademia Teatralna im. Aleksandra Zelwerowicza i Teatr Collegium Nobilium (nr 22/24)
- Kościół MB Królowej Korony Polskiej i klasztor oo. pijarów (nr 26)

## Obiekty nieistniejące
- Pałac Teppera (nr 7)